# Tipula (Yamatotipula) eluta
Tipula (Yamatotipula) eluta is een tweevleugelige uit de familie langpootmuggen (Tipulidae). De soort komt voor in het Nearctisch gebied.